# Liste du patrimoine immobilier classé de Marche-en-Famenne
Cette page regroupe l'ensemble du patrimoine immobilier classé de la ville belge de Marche-en-Famenne.
| Objet | Année de construction / Architecte | Adresse                             | Section communale | Coordonnées                      | Numéro d’inventaire | Illustration |
| --- | ---------------------------------- | ----------------------------------- | ----------------- | -------------------------------- | ------------------- | --- |
| Église Saint-Remacle |                                    |                                     | Marche-en-Famenne | 50° 13′ 41″ nord, 5° 20′ 39″ est | 83034-CLT-0001-01   | Église Saint-Remacle |
| Terrains et immeubles entourant l'église Saint-Étienne et son cimetière |                                    | Waha                                | Waha              | 50° 12′ 49″ nord, 5° 20′ 40″ est | 83034-CLT-0002-01   | Terrains et immeubles entourant l’église Saint-Étienne de Waha et son cimetière                                                              |
| Site formé par la chapelle de la Trinité et l'allée du Monument |                                    |                                     | Marche-en-Famenne | 50° 13′ 13″ nord, 5° 20′ 03″ est | 83034-CLT-0003-01   | Site formé par la chapelle de la Trinité et l'allée du Monument                                                                              |
| Chapelle Sainte-Trinité et l'édicule Saint-Sépulcre |                                    |                                     | Marche-en-Famenne | 50° 13′ 14″ nord, 5° 20′ 05″ est | 83034-CLT-0005-01   | Chapelle Sainte-Trinité et l'édicule Saint-Sépulcre                                                                                          |
| Maison Jadot sise Grand-Rue, actuellement rue du Commerce, 17 |                                    | Rue du Commerce, 17                 | Marche-en-Famenne | 50° 13′ 37″ nord, 5° 20′ 37″ est | 83034-CLT-0007-01   | Maison Jadot |
| Façades et toitures d'un des bâtiments dits Maison Jadot (M) et l'ensemble formée par deux des bâtiments de la maison Jadot et le jardin (S) |                                    |                                     | Marche-en-Famenne | 50° 13′ 37″ nord, 5° 20′ 37″ est | 83034-CLT-0008-01   | Façades et toitures d'un des bâtiments dits Maison Jadot (M) et l'ensemble formée par deux des bâtiments de la maison Jadot et le jardin (S) |
| Maison Dochain, dite le Manoir |                                    | Rue Victor Libert, 2                | Marche-en-Famenne | 50° 13′ 38″ nord, 5° 20′ 34″ est | 83034-CLT-0010-01   | Maison Dochain, dite le Manoir |
| Château et ferme |                                    | Hargimont, rue Félix Lefèvre, 59-60 | Jemeppe           | 50° 11′ 11″ nord, 5° 18′ 49″ est | 83034-CLT-0011-01   | Château de Hargimont et sa ferme |
| Chapelle Saint-Christophe | XIe et XVIe                        | rue de la chapelle                  | Hargimont         | 50° 11′ 09″ nord, 5° 18′ 37″ est | 83034-CLT-0012-01   | Chapelle Saint-Christophe |
| Église Saint-Étienne et le cimetière qui l'entoure |                                    | Waha                                | Waha              | 50° 12′ 44″ nord, 5° 20′ 37″ est | 83034-CLT-0013-01   | Église Saint-Étienne de Waha et cimetière |
| Totalité de la maison vicariale |                                    | Place Toucrée, 4                    | Marche-en-Famenne | 50° 13′ 38″ nord, 5° 20′ 30″ est | 83034-CLT-0014-01   | Totalité de la maison vicariale |
| Immeuble Au vieux Marché (façades, toitures ainsi que celles du porche latéral) |                                    | Rue du Commerce, 15                 | Marche-en-Famenne | 50° 13′ 37″ nord, 5° 20′ 37″ est | 83034-CLT-0015-01   | Immeuble Au vieux Marché (façades, toitures ainsi que celles du porche latéral)                                                              |
| Ferme des Blancs Curés (façades et toitures des deux bâtiments principaux) |                                    | Rue du Maquis, 2                    | Waha              | 50° 12′ 43″ nord, 5° 20′ 30″ est | 83034-CLT-0016-01   | Ferme des Blancs Curés (façades et toitures des deux bâtiments principaux)                                                                   |
| Maison (totalité des façades et des toitures) |                                    | Rue du Maquis, 4                    | Waha              | 50° 12′ 41″ nord, 5° 20′ 28″ est | 83034-CLT-0017-01   | Maison (totalité des façades et des toitures)                                                                                                |
| Ancienne église des Jésuites (façade et toitures) | 1732                               | Rue des Brasseurs, 2                | Marche-en-Famenne | 50° 13′ 39″ nord, 5° 20′ 44″ est | 83034-CLT-0018-01   | Ancienne église des Jésuites (façade et toitures)                                                                                            |
| Vieille et nouvelle censes (les façades et toitures de tous les bâtiments, les quatre pièces anciennes de l'actuel logis avec les caves voûtées, les éléments de la cheminée gothique du logis annexe, les murs de clôture et de jardin ainsi que la cour pavée), (M) et ensemble formé par ces bâtiments et les terrains environnants (S) | XVe siècle                         | Rue de la station 4                 | Marloie           | 50° 12′ 03″ nord, 5° 18′ 56″ est | 83034-CLT-0019-01   | Ferme Brugge et terrains environnants |
| Maison Laloux (façades et toitures) |                                    | Rue du Commerce, 3                  | Marche-en-Famenne | 50° 13′ 38″ nord, 5° 20′ 35″ est | 83034-CLT-0020-01   | Maison Laloux (façades et toitures) |
| Fermette de Champlon (M) et établissement d'une zone de protection (ZP) |                                    | Rue de la Forêt, 74                 | Champlon-Famenne  | 50° 13′ 01″ nord, 5° 23′ 06″ est | 83034-CLT-0021-01   | Image manquanteTéléverser |
| Château de Waha (façades et toitures), y compris les deux annexes situées au bord de la cour d'honneur (M) et le parc du château (S) |                                    | Waha                                | Waha              | 50° 12′ 55″ nord, 5° 20′ 45″ est | 83034-CLT-0022-01   | Château de Waha |
| Ensemble de l'église Saint-Étienne à l'exception de l'orgue (partie instrumentale et buffet) |                                    | Waha                                | Waha              | 50° 12′ 44″ nord, 5° 20′ 37″ est | 83034-PEX-0001-02   | Ensemble de l’église Saint-Étienne de Waha (sauf l’orgue)                                                                                    |